# Beausejour
Beausejour är en ort i Kanada.   Den ligger i provinsen Manitoba, i den sydöstra delen av landet, 1 600 km väster om huvudstaden Ottawa. Beausejour ligger 248 meter över havet och antalet invånare är 2 886. Den ligger vid sjön Glass Lake.
Terrängen runt Beausejour är mycket platt. Runt Beausejour är det mycket glesbefolkat, med 5 invånare per kvadratkilometer.. Det finns inga andra samhällen i närheten.
Trakten runt Beausejour består till största delen av jordbruksmark.